# Marilyn Cochran
Pour les articles homonymes, voir Cochran.
 (mars 2021).
Si vous disposez d'ouvrages ou d'articles de référence ou si vous connaissez des sites web de qualité traitant du thème abordé ici, merci de compléter l'article en donnant les références utiles à sa vérifiabilité et en les liant à la section « Notes et références ».
Marilyn Cochran, née le 7 février 1950 à Burlington (Vermont), est une skieuse alpine américaine.

## Biographie
Elle est la sœur de Barbara Ann Cochran et de Lindy Cochran skieuse alpine américaine et Bob Cochran skieur alpin américain. Tante de James Cochran skieur alpin américain.

## Palmarès

### Jeux olympiques d'hiver
| Épreuve / Édition | Descente | Slalom géant | Slalom  |
| JO 1972 Sapporo   | 28e      | 20e          | Abandon |

### Championnats du monde
| Épreuve / Édition          | Descente | Slalom géant | Slalom  | Combiné      |
| Mondiaux 1970 Val Gardena  | 9e       | 6e           | 6e      | Bronze       |
| JO 1972 Sapporo            | 28e      | 20e          | Abandon | Disqualifiée |
| Mondiaux 1974 Saint-Moritz | 20e      | 8e           | Abandon | Abandon      |

### Coupe du monde
- Meilleur résultat au classement général : 8e en 1973
  - Vainqueur de la coupe du monde de géant en 1969
  - 3 victoires : 1 géant et 2 slaloms
  - 15 podiums

#### Saison par saison
- Coupe du monde 1968 :
  - Classement général : 43e
- Coupe du monde 1969 :
  - Classement général : 12e
    - Vainqueur de la coupe du monde de géant
- Coupe du monde 1970 :
  - Classement général : 14e
- Coupe du monde 1971 :
  - Classement général : 11e
    - 1 victoire en slalom : Mont Sainte-Anne
- Coupe du monde 1972 :
  - Classement général : 12e
- Coupe du monde 1973 :
  - Classement général : 8e
    - 1 victoire en géant : Naeba
    - 1 victoire en slalom : Chamonix
- Coupe du monde 1974 :
  - Classement général : 23e

### Arlberg-Kandahar
- Vainqueur du slalom 1973 à Chamonix